# Бондаренко Олександр Петрович
Олександр Петрович Бондаренко (листопад 1905, село Шляхове, тепер Кегичівського району Харківської області — 13 липня 1970, місто Рівне Рівненської області) — український радянський діяч, 1-й секретар Ровенського міського комітету КП(б)У.

## Біографія
Народився в листопаді 1905 року в родині робітника. З восьмирічного віку наймитував у поміщиків та заможних селян. З 1920 по 1923 рік був різноробочим в радгоспі імені Чапаєва Кегичівського району Харківщини.
У 1923—1926 роках — робітник Ленінського цукрового заводу Харківської губернії. У кінці 1926 року переїхав на Північний Кавказ, де працював завідувачем хати-читальні і одночасно секретарем осередку комсомолу села Муса-Аджи Арзгірського райлну Терського округу.
У 1927—1929 роках — служба в Червоній армії.
Член ВКП(б) з 1928 року.
З жовтня 1929 по червень 1931 навчався на робітничому факультеті при Полтавському педагогічному інституті. З червня 1931 року — студент Полтавського педагогічного інституту.
Після закінчення інституту працював у партійних і радянських органах на Полтавщині. З 1938 по липень 1941 року — 3-й секретар Полтавського міського комітету КП(б)У.
З 1941 року — в Червоній армії, учасник німецько-радянської війни. Служив курсантом вищих курсів політичного складу, комісаром стрілецького полку, заступником начальника і начальником навчальної частини курсів політичного складу. 
З березня 1944 (затверджений в травні 1945) по листопад 1946 року — 2-й секретар Ровенського міського комітету КП(б)У Ровенської області.
З 1946 по 1948 рік — слухач Республіканської партійної школи при ЦК КП(б)У.
У вересні 1948 — грудні 1950 року — завідувач відділу партійних, профспілкових і комсомольських органів Ровенського обласного комітету КП(б)У.
У грудні 1950 — грудні 1954 року — 1-й секретар Ровенського міського комітету КП(б)У Ровенської області.
У 1955—1956 роках — секретар виконавчого комітету Ровенської обласної ради депутатів трудящих.
У 1956—1959 роках — відповідальний секретар Ровенської обласної ради професійних спілок.
У 1959—1966 роках — завідувач відділу соціального забезпечення виконавчого комітету Ровенської обласної ради депутатів трудящих.
З серпня 1966 року — персональний пенсіонер у місті Ровно (Рівне). Член Партійної комісії Ровенського обласного комітету КПУ.

## Нагороди
- орден Вітчизняної війни ІІ-го ст.
- орден «Знак Пошани»
- медалі